# 灰と幻想のグリムガル
『灰と幻想のグリムガル』（はいとげんそうのグリムガル）は、十文字青による日本のライトノベル。イラストは白井鋭利が担当。オーバーラップ文庫（オーバーラップ）より2013年6月から刊行されている。略称は「グリムガル」。第3回ラノベ好き書店員大賞にて4位を獲得している。電子版を含めたシリーズ累計部数は120万部を突破している。
メディアミックスとして、奥橋睦によるコミカライズ版が『月刊ガンガンJOKER』（スクウェア・エニックス）で2015年5月号から2016年7月号まで連載された。2016年1月から3月までテレビアニメが放送された。

## あらすじ
「目覚めよ」という声を受けて目を覚ましたハルヒロは、自分がどこともしれない闇の中にいること、そして名前以外の何も思い出せないことに気付く。同じ境遇の12人が揃って外に出ると、そこは赤い月が照らす地「グリムガル」であった。
途方に暮れるハルヒロたちだったが、そこに現れた案内人に誘われた「義勇兵団レッドムーン」の事務所で、人類が魔物と戦っていることを知らされる。そして、この世界で生きていくために義勇兵となってその戦いに身を投じるか、街で細々と生きるかの選択を迫られた。
決断できないハルヒロを尻目にいち早く動いたレンジは、見込みのありそうなメンバーを誘ってパーティを組み、結果としてハルヒロたちは残された者同士でパーティを組むことになってしまった。
各々が義勇兵としての職業に就き基本スキルを習得し、何とか体裁を整えたハルヒロ率いるチーム・ハルヒロ、早々に準備を整えトップ義勇兵になっているチーム・レンジ達は、この地、「グリムガル」を仲間の死などの困難を乗り越え、旅していく。

## 登場キャラクター

### チーム・ハルヒロ
クラン『暁連隊』に所属。
同期12人の中で、レンジが選んだメンバーとキッカワを除く6人が仕方なく組んだあまりものパーティ。最初はゴブリン一匹を倒すのにも四苦八苦していた。リーダーはマナト→ハルヒロ。見習い時代はマナトの仇であるホブゴブリンを狙い、執拗にゴブリンだけを狩り続けていたため、「ゴブリン・スレイヤー」という渾名をつけられていた。
ハルヒロ
声 - 細谷佳正
class：盗賊
本作の主人公。パーティの現リーダー。いつも眠そうな目をしている平凡な容姿の少年。一見すると頼りなく、内心も他者に頼りたがる傾向がある。一方でパーティ結成当初から思い切りの良さや冷静さを持っており、困難な状況下でも最善を尽くして行動するため、仲間からの信頼は厚い。戦闘では主に敵の背後から奇襲する戦法を得意としており、後に背面打突では決して二流でないと言われるほどの技術を身に付ける。極稀に正体不明の【光る線】が見えた際は自然に体が動き、これが発動すると格上の敵をも瞬殺できるようになる。
盗賊ギルドを収めた際に与えられる通り名は【年寄り猫（オールドキャット）】。バルバラ曰く年老いた猫みたいに眠そうな目をしているからとのことだが、後にある願いも込められていたことが明らかになる。

ランタ
声 - 吉野裕行
class：暗黒騎士
パーティメンバーの1人。口と性格が悪く空気も読めないお調子者。初めは戦士のギルドに入る予定だったが、本人曰くかっこいいからという理由で、ギルド抜けすることが出来ない暗黒騎士になってしまう。
口が悪くセクハラ発言が絶えないため、パーティメンバー（特に女性陣）から顰蹙を買うことは日常茶飯事。一方で嫌われることも厭わず現状に即した発言・行動をするなど、良くも悪くも現実的な思考をもつ。ハルヒロのことはチキン呼ばわりするものの、自分にとって思いもしないことを考え、リーダーとしての責務を果たしていることは内心認めている。ハルヒロからは友達になれないが、だからこそ本音を遠慮なくぶつけ合うことができる、ある意味対等で特別な存在と見られていた。
ゾディアッくん
声 - 佐藤結良
ランタの召喚する悪霊。仮面を被った毛むくじゃらの魔物の姿をしている。ピンチの時に助言を求めても「とっとと死んでスカルヘル様に抱かれよ」などというばかりで全く役に立たない。

マナト
声 - 島﨑信長
class：神官
パーティのまとめ役。爽やかな青年で、仲間のことを大切にしていた。何をすればいいか分からず途方に暮れていたハルヒロ達をまとめ、戦闘から日常生活まで、様々な面でハルヒロ達を導いてきた。
本人自身も呆れるほど外面がいいが、自分の本心がどこにあるのか分からないと述懐するなど複雑な内面を持つ。狡猾な一面もあり、最初は仲間たちのことも必ずしも肯定的には見ていなかった。
旧市街のゴブリンを狩っていた際に遭遇したホブゴブリン達に追い詰められ、逃走を図るも敵の攻撃を背中に受け、それが致命傷となり死亡する。
モグゾー
声 - 落合福嗣
class：戦士
パーティメンバーの1人。温厚な性格だが、ハルヒロ曰く怒らせると怖い。パーティの盾役として常に前衛で戦い、その中で才能を開花させパーティの柱として成長していく。
ハルヒロからは『装備は優先してモグゾーの装備を揃えていきたい』と言われておりタンク役として活躍するようになる。
手先が器用で料理も得意。パーティの料理番として、当初は当番制にしていた料理を一人で引き受けていた。ランタから「相棒」と呼ばれており、義勇兵を辞めたら二人でラーメン屋を開くことを約束していた。
兵団指令を受けて参加した作戦で訪れたデッドヘッド監視砦で、賞金首のゾランの猛攻から仲間を守り戦い、作戦に参加していたレンジたちと協力してゾランを倒すも、戦いの中で受けた傷が致命傷となり死亡する。
ユメ
声 - 小松未可子
class：狩人
本作のヒロインの一人。パーティメンバーの1人。天真爛漫な性格で誰とでも仲良くなれる癒し系。関西弁のような微妙な言葉を使い、よく言葉を間違えては仲間に訂正されている。弓の腕は悪いが、狼犬が欲しいからという理由で狩人になった。当初はパーティ内の癒し系だと思われていたが、その独特な空気は所長のブリトニーや狩人ギルドの師匠で厳しいことで有名なイツクシマをも混乱させるほど。イツクシマに至っては、ユメのことを「娘」として溺愛するほどである。
シホル
声 - 照井春佳
class：魔法使い
本作のヒロインの一人。パーティメンバーの1人。小柄で可愛らしい容姿の女の子。臆病で引っ込み思案な性格なためあまり自分の意見を発さない。一方でハルヒロやメリイからは慎重で思慮深いとその判断力を信頼されており、ハルヒロが動けないときに司令塔となりうるのはシホルだと思われている。泣くことしかできなかった自分たちを導いてくれたマナトには好意を抱いている。一方でランタに対してはユメと同様によく口喧嘩をしている。
影魔法を得意とし主に仲間の援護を行う。一度は攻撃力を高めようと寄り道して電磁や氷結などの魔法も習得したが、本質は一つのことをとことん追求したいと思う一途な性格であるため、ゴッホに魔法のコツの教えを請い自分で考えて辿り着いたオリジナルの影魔法【ダーク】を編み出す。
メリイ
声 - 安済知佳
class：神官
本作のヒロインの一人。見目麗しい完璧な美貌の持ち主。クールな性格で冷たい視線をしている。神官としての仕事も微妙であり、いい噂はひとつもなく、周りからは「性悪メリイ」や「恐怖のメリイ」と呼ばれている。ハルヒロより先にグリムガルで目覚めた先輩義勇兵で、昔はハヤシたちとパーティを組んでいた。
マナトの穴を埋めるためにキッカワに紹介されてハルヒロ達のパーティに加わるも自分のスタンスを曲げずに皆からの反感を買うが、ハヤシから事情を聞いたハルヒロ達がなおも自分のことを仲間として受け入れてくれることから次第に心を開いていく。
本来の性格は明るく元気でよく笑う、完璧な見た目を鼻にかけない仲間のことを大切にする女の子だった。所属していたパーティがサイリン鉱山でデッドスポットに壊滅させられ、その原因が自分の魔法力が尽き回復をすることができなかったせいと自分を責める。以降はいざという時に光魔法が使えずに仲間を死なせてしまう事態を防ぐため魔法力を極力消費しないよう心がけている。
クザク
声 - 鈴木達央
class：聖騎士
パーティメンバーの1人。190cmを超える長身だが、姿勢が悪いためにヒョロヒョロして見える青年。ハルヒロより後にグリムガルで目覚めた後輩義勇兵で、チョコが所属していたパーティメンバーの一人だったが、ハルヒロ達を含む多くの義勇兵が参加したデッドヘッド監視砦の戦いで仲間を全員殺されてしまいクザク一人だけ生き残る。砦の戦いでハルヒロ達の戦いを間近で目にしており、他のどのパーティに対してよりも彼らに憧れを抱いていた。デッドヘッド監視砦の戦いから生還した後、自暴自棄になり泥酔したところを襲われかけていたメリイを助け知己を得る。その後、モグゾーを失ったパーティに自分から志願して参加した。
セトラ
class：死霊術師
ランタ離脱と前後して一行に加わった少女。サウザンドバレーの隠れ里の一族、シュロ家の三女。自ら製作した人造人間のエンバを使役している。ニャアを使った周囲の探索に長けており、その中でも灰色のニャアのキイチとは深い絆がある。剣や弓、槍など一通りの武器も使いこなし、隠密の技や料理なども習得している。
容姿はかつてクザクが所属していたパーティにいたチョコに似ている。頭の回転が速く、努力家で多芸多才で同行後は何度もパーティの危機を救う。一方で誰に対しても言動がきついため、人付き合いは苦手である模様。
死霊術を生業とする家系に生まれながらニャアの育成に熱中していており、生家では面汚し扱いされ孤独な境遇にあった。
エンバ
セトラに作られた人造人間。セトラは基本エンバの肩に乗って移動する。
キイチ
セトラが飼っているニャアの一匹。ニャアの中でも特に能力が高く、セトラにも非常に懐いている。

### チーム・レンジ
レンジが同期の12人の中から選んだメンバーで構成されたパーティ。
レンジ
声 - 関智一
class：戦士
チーム・レンジのヘッド。メリイからは独裁者タイプのリーダーと評される。鍛えられた体躯の持ち主で、銀髪のギャングのような身なりをした男。かなり好戦的な性格で、オルタナを襲撃したオークのリーダーと無謀にも思えるようなタイマンを張ったりする。新兵ながらもその才能は確かで、すぐに頭角を現し義勇兵トップクラスの実力者として広く名を知られている。
完全な冷血漢というわけではなく、己の弱さを理解し乗り越えようとしている者に対しては実力不足であっても配慮を見せる部分もある。使えると判断したメンバーにはいっていなかったサッサに対しても己の実力不足を理解した上で乗り越えようしていると判断しパーティに参加させた。その後も実力不足に悩んだ末に脱退を申し出たサッサを遠回しに引き留め脱退させないなど、メンバーに対しては彼なりの優しさを見せている。
ロン
声 - 杉田智和
class：聖騎士
チーム・レンジの1人。チームのNo2。レンジと自分のどちらが強いのか、という疑問をレンジに見抜かれ拳を合わす。結果レンジの実力を認め下に付く。豪快な性格で遠慮をすることを知らない。
粗野な言動に反しレンジの指示をしっかりこなすなど的確な行動が可能であり、風貌と違い単なる考え無しとは一線を画している。
アダチ
声 - 野島健児
class：魔法使い
チーム・レンジの1人。黒髪に黒縁眼鏡を掛けた青年。レンジに認められパーティに加わる。低血圧でいつも不機嫌そうに見られることを気にしている。
パーティにおいては参謀役に当たるらしく、他のメンバーが前衛として支える間に策を練り出すことが多い。
チビ
class：神官
チーム・レンジの1人。小さな身長に小さな声の女の子。本名は不明。レンジに認められパーティに加わる。見た目に反して機敏に動き機転も利く。神官としての腕は一級。
声を出すことが苦手で、いつもボソボソと話すが、意味不明な寝言を言うときだけはハッキリと発音する。
サッサ
声 - 古木のぞみ
class：盗賊
チーム・レンジの1人でレンジに対して好意を抱いている様子。派手な見た目のM女。他のメンバーと違いレンジに「なんでもする」という理由からパーティに加わることを認められている。（実際には男性陣から手を出されことはないらしく、実力不足を精神面で補おうと覚悟を見せた点がレンジの琴線に触れたことでパーティへの参加を認められている。）
役に立てていない自分に対して自己嫌悪した末にパーティを抜けると告げるもレンジに「早く役に立つようになれ」と言われ止められている。

### 暁連隊（DAY BREAKERS）
ソウマらにより旧イシュマル王国領・不死の天領への侵入を目的に創設されたクラン。
ソウマ
class：武士
暁連隊の創設者・リーダー。義勇兵団最強を冠する、冷静さと凄みと哀愁をたたえた切れ長の目をした男。義勇兵団最強の名は伊達ではなく、黄昏世界で猛威を振るうヒュドラ相手に刀一本で圧倒するほど。口数が少なく近寄りがたいイメージだが、自論の説法を説いたり、仲間からのツッコミに一喜一憂したりと人間味がある。
仲間への信頼が厚く、暁連隊に加入したハルヒロ達が黄昏世界からダルングガルに逃げ延び消息を絶っている間も、受信機を用いてハルヒロ達の安否を信じている旨のメッセージを残していた。
暁連隊の創設理由は、元パーティメンバーのニノを蘇生させるための手掛かりを探すため、旧イシュマル王国領・不死の天領への侵入を目的としている。だが目的はそれだけではなく、グリムガルにくる以前の【元の世界】への帰還方法を探すことも隠れた理由の1つであるらしい。
ケムリ
class：戦士→聖騎士
暁連隊の1人。浅黒い肌をしたドレッドヘアの三白眼の巨漢。口数は少なく目つきもよくない、見た目は近寄りがたい人物だが仲間を大切にしている情に脆い人格者。
ピンゴ
class：死霊術師
暁連隊の1人。体格も顔も子供じみた、どろどろした目の年齢不詳の人物。
ゼンマイ
ピンゴが造り出した人造人間。恐ろしげな仮面を付けている長い腕が特徴的な見た目男性な人造人間。
シマ
class：盗賊→呪医
暁連隊の1人。艶めかしい色気を放つゴージャスなお姉さん。神官の光魔法とは違う不思議な治療法を使うことが出来る。
仲間のニノが死んだことで、盗賊を辞めエルフたちが住む影森で呪医になる。
艶めかしい恰好をしているが戦闘能力は高く、金属製の鞭のような武器を用いて戦う。
パーティのおねえさん的ポジション。
リーリヤ
class：剣舞師
暁連隊の1人。銀髪のサファイヤのような瞳を持ったエルフ。新雪のように白い肌を持った美し過ぎるほどの美貌の持ち主。
舞踏のように舞いながら戦い、彼女の戦う姿は息を呑むほどに華麗にして壮絶な剣技の使い手。
クールな性格で、本音を躊躇いなく口にする毒舌の持ち主。
ニノ
class：神官
ソウマのパーティの1人だった女性。今は死亡している。ソウマが暁連隊を組織するきっかけの1つが彼女の蘇生方法の捜索。

### チームトキムネ（トッキーズ）
義勇兵の中の変わり者が集まったパーティ。通称「お笑い集団」。
トキムネ
class：聖騎士
トッキーズのリーダー。笑うと白い歯が覗くイケメン。
本来は盾役に向いた職なのだが、好戦的な性格ですぐに突撃するため盾として役に立たない。お調子者でその場の気分で行動を決めるため、幾度となく窮地に陥る。だが、それを乗り越えるだけの実力を持っており、パーティメンバーからの信頼も厚い。
アンナ
class：魔法使い→神官
トッキーズの1人。チームのマスコット的な存在。金髪碧眼、そばかすがコンプレックスの小柄な少女。巨乳である。
片言の日本語を話し、怒ると下品な単語を口にする。常に毒舌であり、誰に対してもキツ目の対応をしている。本人曰く耳年増のピッカピカの処女とのこと。
言動と裏腹に怖がりらしく、当初の冒険では恐怖で尿意が限界を迎えるという事態があったらしく、トッキーズの仲間たちからは着替えの用意について配慮されている。
イヌイ
class：盗賊→戦士→狩人
トッキーズの1人。長い髪を一括りにした見た目三十代半ばのおっさん。怪我もないのに眼帯を付けていたり、喋り出しに喉を「クッ…」と鳴らしたりという、いわゆる中二病患者。
黄昏世界でパーティが窮地に陥った時、アンナを守るためタダと共に囮となる。戦闘不能になった際は命を懸けても囮を続けるため息絶えたふりをしていた。
真意は不明だが、黄昏世界で窮地を救ったシホルを高く買っており、度々アプローチしては冷たくあしらわれて落ち込んでいる。
タダ
class：戦士→神官
トッキーズの1人。戦槌を振るう、戦う神官。眼鏡を掛け一見まともそうな外見だが、口が悪くかなりの出たがりで他の義勇兵にも平気で喧嘩を売ったりして度々問題を起こしている問題児。どんな相手とも戦いたがる戦闘狂で、どうして神官をやっているのか疑問なほど。
実は方向音痴。少し前まで戦っていた場所でさえも分からず、辿る道は二つに絞られている場合でも見事に迷うほど酷い。
ミモリ
class：戦士→魔法使い
トッキーズの1人。口数が少なく、滅多に自分の意見を口にしない背の高い女性。可愛い顔をしており巨乳だが、その背の高さから「巨女」という渾名で呼ばれている。
感性がかなり変わっており、自分の思うところのかわいい物（他人にはそうではない場合が多い）に目がなく、自分が気に入ったものを飼いたいという変わった癖を持っている。
ハルヒロに好意を抱き告白（？）するも断られる。その後も度々アプローチを繰り返していることからその想いは真剣のようで、ハルヒロもその想いに対して嘘から付き合うことは出来ないという理由で断り続けている。
キッカワ
声 - 浪川大輔
class：戦士
トッキーズの1人で新入りの戦士。ハルヒロの同期の1人。トキムネが盾役としてまるで機能しないため、このパーティの盾役を務めている。ノリが軽く、見た目も行動も言動も非常にチャラい。ランタとは気が合うようだが、たまに会って飲むくらいの付き合いが一番と考えている様子。ハルヒロにメリイを紹介した人物でもある
同期のパーティーに唯一入らずに、古参のチームトキムネに加入するほどの世渡り上手。
普段の言動とは裏腹に、本当に大切な場面においては真面目な一面も垣間見せる。

### チーム・アキラ
アキラ
class：聖騎士
チーム・アキラのリーダー。
義勇兵でその名を知らぬ者はいないという伝説的なベテラン義勇兵。
がっしりした体格の身長180cm以上の柔和な顔つきをした40代に見える男性。暁連隊に所属している。
ゴッホ曰く、駆け出しの頃のアキラは天才肌というわけではなくむしろビビりで運よく20数年を生き延びて強くなっていったとのこと。
ただ昔からバランス感覚が人並み以上だったらしく急角度の巨人やヒュドラの触手をすいすい登るなどの特技を披露した。
ゴッホ
class：魔法使い→神官
チーム・アキラの1人。元魔法使いでカヨの旦那。40代に見える小柄な芸術家のような雰囲気の男性。
体が丈夫ではないらしくタロウにおんぶされるシーンなどもみられた。シホルに軽く魔法の手解きをした。
カヨ
class：戦士
チーム・アキラの1人。ゴッホの妻でゴッホのことをハニーと呼んでいる。
タロウ
class：
チーム・アキラの1人。エルフの美少年で弓の名人。ゴッホとカヨの息子で二人のことを異常なまでに尊敬している。
ブランケン
class：
チーム・アキラの1人。髭まみれのドワーフで自分の体より大きい斧を使う。
ミホ
class：魔法使い
チーム・アキラの1人。37歳の美人の女性でアキラの恋人。

### チームオリオン
シノハラ
声 - 高橋広樹
オリオンのリーダー。名の知れたクランのリーダーを務める物腰がやわらかい人格者。ハルヒロに色々と助言をする。
ハヤシ
声 - 木内秀信
オリオンの1人。かつてメリイと同じパーティだったが、デッドスポットによってパーティを壊滅させられ、その後オリオンに加入する。ハルヒロにメリイの過去を話した人物でもある
生還後メリイからは避けられていたが、デッドスポット討伐後は和解できた模様。
キムラ
オリオンの1人。スポーツ刈りの丸眼鏡男でシノハラの親友。相手の名前に氏をつけて呼ぶ。
普段は紳士的な振る舞いだが、貧乳をバカにされると人が変わったように激昂しだし貧乳こそ至高にして人類究極の発明などと語りだす。
落ち着いたあとも、自分は巨乳もOKであり、ありとあらゆるバストサイズに対応可能な柔軟性こそ身上なのですと自身の性的嗜好を語りだした。

### チーム・ミチキ
メリイがかつて所属していたパーティ、デッドスポットとの戦いで壊滅する。生還したメリイとハヤシは別のパーティに移籍。死亡した三人は埋葬できず、不死の王の呪いにとらわれていた。
ミチキ
声 - 武内駿輔
class：戦士
チーム・ミチキのリーダー。メリイやムツミからは「大変暑苦しい男」と評される。大柄ながら曲芸のようなスキルを駆使し身軽に戦う。デッドスポットとの戦いで命を落とす。不死の王の呪いにとらわれ、生ける屍としてサイリン鉱山をさまよっていたが、ハルヒロの援護のもとメリイのディスペルにより解放される。メリイとはお互い憎からず思っていた節があり、消滅の際、メリイの髪をなで抱き寄せていた。
オグ
声 - 増田俊樹
class：盗賊
明るいムードメーカーで、メリイを「俺達のお姫様」と称する。デッドスポットとの戦いで命を落とす。不死の王の呪いにとらわれ、生ける屍としてサイリン鉱山をさまよっていたが、援護に回ったハルヒロ達を苦戦させたがメリイのディスペルにより解放される。
ムツミ
声 - 戸松遥
class：魔法使い
高齢の紳士のような、独特なしゃべり方をする女の子。高い才能を持った魔法使いだったようで、複数魔法の組み合わせでハルヒロを驚かせた。デッドスポットとの戦いで命を落とす。不死の王の呪いにとらわれ、生ける屍としてサイリン鉱山をさまよっていたが、メリイのディスペルにより解放される。

### チーム・イオ（イオ様隊）
イオ
class：神官
トンベエ
class：聖騎士
ゴミ
class：暗黒騎士
タスケテ
class：盗賊
カタズ
ジャム

### オルタナの住人
バルバラ
声 - 能登麻美子
盗賊ギルドに属するハルヒロの先生。セクシーな服装をしたグラマーな美女でドS寄りのS。
ハルヒロを弟子として可愛く思っており、初心な反応をするハルヒロをからかうことが好きだが、最近は徐々に慣れ始めていることに不満を抱いている。
ブリトニー
声 - 安元洋貴
義勇兵団「レッドムーン」事務所の所長。原作では緑髪だが、アニメでは赤髪になっている。女のように話すがれっきとした男。自身を「ブリちゃん」と呼ぶよう促してくる。実名は「シブトリ」でウンジョーの後輩に当たる。
ホーネン師
声 - 中田譲治
神官ギルドに属するマナトの師匠。その指導は厳しく、マナトに「自分は叱られるために生まれてきたのではないか？」とまで言わせるほど。
有能であったマナトの死を悼むが、ハルヒロ達に死者の蘇生方法はないことと不死の王の呪いについて説き、マナトの供養をさせる。
イツクシマ
狩人ギルドに属するユメの師匠。周りからは「厳しい」と有名であり、自身もそのことを自覚している。純粋な狩人でいたいという思いから、狩人ギルドで後進の指導にあたりつつ、狩人ライフを満喫している。
だがユメに対してだけは甘く、まるで娘のように溺愛している。
魔導師ヨルカ
魔法使いギルドに属するシホルの師匠。

### 開かずの塔
閂外し卿（サー・アンチェイン）
開かずの塔の主。
ひよむー
謎の少女。開かずの塔で目覚めた者を、義勇兵団に案内する役割を持つ。

### フォルガン
ジャンボ
「偉大なる男（ジャンボ）」と呼ばれるフォルガンのリーダー。オレンジ色の眼を持つオーク。人間の言葉も流暢に話せる。
タカサギ
人間の中年男性。刀を武器とする隻眼隻腕の元義勇兵。
アーノルド
ダボアルムと呼ばれる4本腕の不死族。
オンサ
ゴブリンの黒狼使い。
ゴド・アガジャ
オーク。
ウェルドルンド
灰色エルフの呪医。

### ジェシーランド
ジェシー
ジェシーランドを作った元義勇兵の男性。ハルヒロの背面打突を受けても眉一つ動かさない、グリムガルの歴史に通じている、失われた記憶に関して何かを知っている等、謎に満ちた人物。
ヤンニ
住人の一人であるグモォの女性。

### モンスター
ゴブリン
声 - ゴブリン
グリムガルで最弱と呼ばれるモンスター。種類は多々存在する。
コボルド
サイリン鉱山に生息している。種類は多々存在しており、鉱山下層に行くに連れ強く賢くなる。
デッドスポット
声 - 杉田智和
サイリン鉱山に生息しているコボルドの亜種。黒白斑の巨体で、多くの義勇兵を殺してきたことから【死の斑】と呼ばれ恐れられている。レッドムーン事務所から懸賞金をかけられるほど危険度の高いモンスターだったが、チームハルヒロにより討伐された。
ゾンビ/スケルトン
死亡した生き物がノーライフキングの呪いにより復活したモンスター。知的生命体の死体を火葬せずにおくと3日〜5日程度でこのモンスターになり、生ある者に襲いかかる。生前の記憶や知性は失われているが魔法を含むスキルはそのまま使用することが出来るため、手練れがこうなった場合は恐るべき存在となる。神官の解呪の魔法で灰に帰すことが出来る。
オーク　
人間の仇敵で、目下戦争状態にある。人間並みの知能と、人間以上の身体能力を兼ね備えている。
義勇兵の中ではオークを殺せて一人前と言われており、オークを殺せない義勇兵は童貞と呼ばれる。
ダルングガルにも生息しており、そちらでも「オーク」と呼称されている。
三亜人
ワンダーホールに生息している最弱のモンスター。デュルガー・ボギー・スプリガンの三種。
三亜人の関係は険悪で、出くわせば殺しあう仲だが、最大の敵は人間である。自分たちよりも強い相手には手は出さないが、弱い相手には徒党を組んで襲い掛かる。
ムリアン
ワンダーホール、ムリアンの巣穴に生息している蟻のような生物。
ウストレル
ワンダーホールに生息する黒っぽい雨合羽のような物を羽織り、薙刀を杖のようにしている巨体のモンスター。腕が伸縮することが出来、ウストレルが狩れるレベルならワンダーホールでの行動範囲が広がる。
グレムリン
洞窟に卵を産み付けているモンスター。戦闘力は低く、好戦的ではない。彼らが住み着く洞窟は異世界と繋がっているという説がある。
教団員
黄昏世界〈ダスクレルム〉に生息する白い布のようなものを被った人型のモンスター。槍や剣を装備している個体も存在する。斬撃の類の効果が薄い。
白巨人
黄昏世界〈ダスクレルム〉に生息する巨人。大きさは最大で山ほどの高さの白巨人も存在している。
火竜
ダルングガルの火山に生息する。超高熱の炎を吐き、人間を捕食する。
ニャア
大きめのネコのような生き物で、人間に使役される。
グモォ
オークが多種族に産ませたハーフの種族。オークの社会では迫害されている。

## ギルド・class
義勇兵はギルドと呼ばれる同業者組合に所属し、所定の金額を納め訓練を受けることで、その職業の基本技能や様々なスキルを習得することができる。
盗賊
ハルヒロが所属しているギルドで鍵開けや忍び歩き、隠形といった盗人に最適なスキルから、背面打突や蠅叩、強襲といった戦闘スキルまで幅広く教えている。
ギルドの手習いを終えた証として、担当者から盗賊同士でしか明かしてはいけないという通り名を与えられる。
掟は特になく、ギルドを抜けるのも自由。また、金さえ払えば簡単に戻ってこられる。

戦士
前衛で戦う役割。盾役として仲間を守ることが仕事で、神官と並んでパーティに欠かせない職業。

神官
光明神ルミアリスの加護を授かる。
癒し手・癒光・光の奇跡といった傷を癒すものから、状態異常回復の浄化の光、基礎能力を向上させる護法の光といったサポート系のスキルを習得でき、戦士同様、パーティには欠かせない職業。
後衛が主だが、護身として強打などのスキルも習得できる。ただし、ギルドの掟で刃が付いた武器は持てないため、スタッフや錫杖などを用いる。

魔法使い
大気中のエレメンタルを操ることができ、そこから呪文とエレメンタル文字を描くことで攻撃やサポート系の魔法を発動できる。
しかし、ギルドで教えられる魔法は基礎だけであり、ゴッホ曰く「エレメンタルを開放して、異なる力を発動させる。こういう魔法はギルドじゃ教えてくれない」とのこと。
シホルはその言葉から、呪文やエレメンタル文字を用いなくとも発動できる【ダーク】という魔法を編み出す。

狩人
白神エルリヒの加護を受けている。弓や剣鉈などを用いる後衛・前衛で戦える職業。子供の狼犬を育て、使役することもできる。
ギルドの掟で、食事の際、白神への祈りと共に食事を少し分け与えるという儀式を行わなければならない。
ユメ曰く、白神エルリヒは巨大な狼であり、エルリヒが守ってくれるおかげで毎日つつがなく狩りが出来るとのこと。あと懐が深いらしい。

聖騎士
剣と盾を装備し、前衛としてだけでなく、魔法を使うことも出来る。
武器や防具に六芒星を刻むことで、光明神ルミアリスの加護を受けている。

暗黒騎士
暗黒神スカルヘルに忠誠を誓い、一度入ると後から抜けることが出来ず、もし抜けた場合は追手が掛かることになる。
前衛の役職で、自身で止めを刺した敵の亡骸の一部をギルドの祭壇に捧げることで悪徳を積むことができ、悪徳を多く積むことで悪霊に様々な技能を増やすことができる。
悪徳の低い内は光明神ルミアリスの力が強い日中に悪霊を呼び出せないが、悪徳を積むことで夕暮れ時や朝日が登る前など召喚可能時間が増える模様。
悪霊は敵が近くにいると囁いて教えてくれたり、敵の耳元で何かを囁き妨害するなど騎士を支援してくれる。またランタ曰く、たまに悪霊(デイモン)ジョークが炸裂するらしい。
ギルドの掟は「汝、スカルヘルに抱かれるまで二心抱くべからず。」スカルヘルに抱かれるというのは、要するに死ぬということである。

武士
隠れ里の四武家に認められた者だけが名乗れる、特別な称号。
死霊術師（ネクロマンサー）
屍の部位を繋げ合わせてつくった人造人間を使役する。

## 用語
グリムガル
本作の舞台となる世界。人間と、それに敵対するモンスターとの間で戦争が行われている。ハルヒロらのように記憶を失った状態で突如として現れた者が多くおり、彼らの大半は義勇兵として生活している。
黄昏世界〈ダスクレルム〉
ワンダーホールでハルヒロ達が発見した洞窟が繋がっていたグリムガルとは違う異世界。
光明神ルミアリスと暗黒神スカルヘルの加護が届いていないため、光魔法と暗黒魔法が使用できない。存在が知られてからは【始まりの丘】と呼ばれている場所に居留地が作られ、義勇兵はそこを拠点として探索を進めている。
ダルングガル
黄昏世界に存在するグリムガルに通じるものとは別の洞窟から通じている異世界。太陽が昇らない世界のため、常に夜の暗闇に包まれている。ルミアリスとスカルヘルの加護がわずかながら届いており、光魔法と暗黒魔法が使用できる。数年前にグリムガルから迷いこんだウンジョーを除き、人間は生活していない。複数の集落があり、黒硬貨を使うことで取引することができる。
グリムガルと繋がった火山があるが、その麓にはオークや火竜が生息している。
アラバキア王国
グリムガルにある人間族のほぼ唯一の国家。辺境の城塞都市オルタナは王国唯一の防衛拠点。
義勇兵
よそ者達による集団。義勇兵によるグループを「クラン」と呼ぶ。
不死の王（ノーライフキング）
かつて存在していたとされる不死の帝国不死族の王。今から約百年前に死んだとされる。実際には滅んでおらず、18巻にて遂に登場する。
五公子
不死の王の腹心とされる5人の不死族
レスリーキャンプ
伝説の商人、アインランド・レスリーが関係しているとされる。外見は丸天井の巨大なテント。夜に森や荒野に突然現れる。義勇兵の間では様々な伝説が語られる。
パラノ
レスリーキャンプに入った先に広がる異界。

## 制作背景
本作の着想は2000年代中盤ごろには既に存在しており、十文字は前作『薔薇のマリア』でやりたくても出来なかったことを本作でやってみたかったとしている。
十文字によれば本作はゲーム的なライトノベルとは毛色が違うという。「ゲームをいかにマンガ表現に取り入れるか」ということを『魍魎戦記MADARA』で見て感じた十文字は、今更ライトノベルで同じことをしても仕方がないと感じ、もし自身が書くとすればもう少し違うものにしたいと考えた。そして結果的に「ゲームの世界でリアルに生きる」というストーリーが誕生することとなった。
十文字はキャラクターを設定していくにあたって、この人物はこのような人生を送ってきたから、今このように生きているという考え方を持っているという。しかし、本作では最初にキャラクターの生い立ちは作らず単に「こういう感じの子」といったように最低限の設定のみを作り、その後は自由にやっていくといったスタンスで執筆をしていった。

## 既刊一覧

### 小説
十文字青（著）・白井鋭利（イラスト） 『灰と幻想のグリムガル』 オーバーラップ〈オーバーラップ文庫〉、既刊24巻（2025年2月25日現在）
| 巻数                | タイトル                                             | 初版第一刷発行 | 発売日         | ISBN                         |
| ------------------- | ---------------------------------------------------- | -------------- | -------------- | ---------------------------- |
| level.1             | ささやき、詠唱、祈り、目覚めよ                       | 2013年6月25日  | 2013年6月25日  | 978-4-906866-22-9            |
| level.2             | 大切じゃないものなんか、ない。                       | 2013年11月25日 | 2013年11月25日 | 978-4-906866-47-2            |
| level.3             | 思い通りに行かないのが世の中だと割り切るしかなくても | 2014年3月25日  | 2014年3月25日  | 978-4-906866-69-4            |
| level.4             | 導き導かれし者たち                                   | 2014年7月25日  | 2014年7月25日  | 978-4-906866-91-5            |
| level.5             | 笑わないで聞いておくれよ                             | 2015年2月25日  | 2015年2月25日  | 978-4-86554-026-0            |
| level.6             | とるにたらない栄光に向かって                         | 2015年10月25日 | 2015年10月25日 | 978-4-86554-072-7            |
| level.7             | 彼方の虹                                             | 2015年12月25日 | 2015年12月25日 | 978-4-86554-086-4            |
| level.8             | そして僕らは明日を待つ                               | 2016年3月25日  | 2016年3月25日  | 978-4-86554-114-4            |
| level.9             | ここにいる今、遥か遠くへ                             | 2016年8月25日  | 2016年8月25日  | 978-4-86554-149-6            |
| level.10            | ラブソングは届かない                                 | 2017年3月25日  | 2017年3月25日  | 978-4-86554-202-8            |
| level.11            | あの時それぞれの道で夢を見た                         | 2017年7月25日  | 2017年7月25日  | 978-4-86554-234-9            |
| level.12            | それはある島と竜を巡る伝説の始まり                   | 2018年3月25日  | 2018年3月25日  | 978-4-86554-283-7            |
| level.13            | 心、ひらけ、新たなる扉                               | 2018年6月25日  | 2018年6月25日  | 978-4-86554-345-2            |
| level.13 （特装版） | 心、ひらけ、新たなる扉                               |                | 2018年6月25日  | 978-4-86554-346-9 （特装版） |
| level.14            | パラノマニア                                         | 2018年12月25日 | 2018年12月25日 | 978-4-86554-429-9            |
| level.14+           | 相変わらずではいられない                             | 2019年3月25日  | 2019年3月25日  | 978-4-86554-466-4            |
| level.14++          | もし君とまた会えたなら                               | 2019年6月25日  | 2019年6月25日  | 978-4-86554-512-8            |
| level.15            | 強くて儚きニューゲーム                               | 2019年12月25日 | 2019年12月25日 | 978-4-86554-590-6            |
| level.16            | さよならの訳さえ僕らは知らないままで                 | 2020年7月25日  | 2020年7月25日  | 978-4-86554-700-9            |
| level.17            | いつか戦いの日にさらばと告げよう                     | 2021年1月25日  | 2021年1月25日  | 978-4-86554-826-6            |
| level.18            | わたしは世界に嫌われている                           | 2021年10月25日 | 2021年10月25日 | 978-4-8240-0024-8            |
| level.19            | この世のすべてを抱きしめて痛い                       | 2022年6月25日  | 2022年6月25日  | 978-4-8240-0187-0            |
| level.20            | かくて星は落ち時が流れた                             | 2024年4月25日  | 2024年4月25日  | 978-4-8240-0739-1            |
| level.21            | 光と闇を切り裂いて征け                               | 2024年5月25日  | 2024年5月25日  | 978-4-8240-0762-9            |
| level.22            | 生と死の狭間で僕らは咲いていて                       | 2025年2月25日  | 2025年2月25日  | 978-4-8240-1028-5            |

### 漫画
十文字青（原作）・白井鋭利（キャラクター原案）・奥橋睦（作画） 『灰と幻想のグリムガル』 スクウェア・エニックス〈ガンガンコミックスJOKER〉、全3巻
| 巻数 | 発売日         | ISBN              |
| ---- | -------------- | ----------------- |
| 1    | 2015年12月25日 | 978-4-7575-4840-4 |
| 2    | 2016年3月22日  | 978-4-7575-4918-0 |
| 3    | 2016年8月22日  | 978-4-7575-5082-7 |

## テレビアニメ
2015年10月にテレビアニメ化が発表され、2016年1月から3月までTOKYO MXほかにて放送された。

### スタッフ
- 原作 - 十文字青（オーバーラップ文庫）[7]
- 原作イラスト - 白井鋭利[7]
- 監督・音響監督 - 中村亮介[7]
- 助監督 - 柴山智隆[7]
- キャラクターデザイン・イラスト - 細居美恵子[7]
- アクション作画監督 - 浅賀和行
- 美術監督・美術デザイン - 金子英俊[7]
- 色彩設計 - 茂木孝浩[7]、横田明日香[9]（第6話 - ）
- 撮影監督 - 五十嵐慎一[7]
- 3D監督 - 菅友彦[9]
- 編集 - 肥田文[7]
- 音楽 - (K)NoW_NAME:R・O・N[9]
- 音楽制作 - 東宝[9]、VERYGOO[9]
- 音楽プロデューサー - 三上政高[9]
- プロデューサー - 齋藤雅哉[9]、原田直樹[9]、佐藤成俊[9]
- アニメーションプロデューサー - 大松裕[9]
- 制作 - A-1 Pictures[7]
- 製作 - 灰と幻想のグリムガル製作委員会[7]

### 主題歌
(K)NoW_NAMEは、TOHO animation RECORDSの新プロジェクトとして、アニメ作品の音楽（主題歌、挿入歌、BGM等）を総合的に手掛ける、複数クリエイターによるユニット。
オープニングテーマ「Knew day」（第2話 - 第4話、第6話 - 第11話）
作詞 - (K)NoW_NAME:eNu / 作曲・編曲- (K)NoW_NAME:R・O・N / 歌 - (K)NoW_NAME:Ayaka Tachibana
第1話ではエンディングテーマとして使用。第6話からOPアニメーションが一新された。
エンディングテーマ
「Harvest」（第2話 - 第11話）
作詞 - (K)NoW_NAME:Genki Mizuno / 作曲・編曲- (K)NoW_NAME:Shuhei Mutsuki / 歌 - (K)NoW_NAME:NIKIIE
第7話からEDアニメーションは完全版に変わった。第8話では「Shihoru ver.」として、シホル（照井春佳）による歌唱版が使用された。
「Cultivate」（第12話）
作詞 - (K)NoW_NAME:Genki Mizuno / 作曲・編曲- (K)NoW_NAME:Shuhei Mutsuki / 歌 - (K)NoW_NAME:NIKIIE

挿入歌
「Head Wind」（第1話）
作詞・歌 - (K)NoW_NAME:AIJ / 作曲・編曲- (K)NoW_NAME:R・O・N
「Brave Storm」（第2話）
作詞・歌 - (K)NoW_NAME:AIJ / 作曲・編曲- (K)NoW_NAME:R・O・N
「seeds」（第2話）
作詞 - (K)NoW_NAME:eNu / 作曲・編曲- (K)NoW_NAME:Shuhei Mutsuki / 歌 - (K)NoW_NAME:NIKIIE
「Stand on the Ground」（第3話）
作詞 - (K)NoW_NAME:Kohei by SIMONSAYZ/LEE / 作曲・編曲- (K)NoW_NAME:Makoto Miyazaki / 歌 - (K)NoW_NAME:Ayaka Tachibana
「rainy tone」（第4話）
作詞 - (K)NoW_NAME:eNu / 作曲・編曲- (K)NoW_NAME:Makoto Miyazaki / 歌 - (K)NoW_NAME:NIKIIE
「Nutrient」（第7話）
作詞 - (K)NoW_NAME:Kohei by SIMONSAYZ/LEE / 作曲・編曲- (K)NoW_NAME:Makoto Miyazaki / 歌 - (K)NoW_NAME:Ayaka Tachibana
「Growing」（第8話）
作詞 - (K)NoW_NAME:Kohei by SIMONSAYZ/LEE / 作曲・編曲- (K)NoW_NAME:Makoto Miyazaki / 歌 - (K)NoW_NAME:Ayaka Tachibana
「sun will rise」（第9話）
作詞 - (K)NoW_NAME:Kohei by SIMONSAYZ/LEE / 作曲・編曲- (K)NoW_NAME:Makoto Miyazaki / 歌 - (K)NoW_NAME:NIKIIE
「Swelling of Buds」（第9話）
作詞・歌 - (K)NoW_NAME:AIJ / 作曲・編曲- (K)NoW_NAME:R・O・N
「Sudden Storm」（第11話）
作詞・歌 - (K)NoW_NAME:AIJ / 作曲・編曲- (K)NoW_NAME:R・O・N

### 評価
アメリカのアニメ評価サイト「Anime Trending」が主催した「第3回 Anime Trending Awards」での結果は以下の通り。
| 部門                                    | 対象                 | 結果 | 出典   |
| --------------------------------------- | -------------------- | ---- | ------ |
| GIRL OF THE YEAR                        | メリイ               | 9位  | [ 43 ] |
| COUPLE SHIP OF THE YEAR                 | ハルヒロ×メリイ      | 1位  | [ 43 ] |
| BEST IN ADAPTATION                      | 灰と幻想のグリムガル | 7位  | [ 43 ] |
| BEST IN ANIMATION EFFECTS AND SEQUENCES | 灰と幻想のグリムガル | 5位  | [ 43 ] |
| BEST IN SCENERIES AND VISUALS           | 灰と幻想のグリムガル | 1位  | [ 43 ] |
| BEST IN SOUNDTRACK                      | 灰と幻想のグリムガル | 7位  | [ 43 ] |
| ACTION OR ADVENTURE ANIME OF THE YEAR   | 灰と幻想のグリムガル | 7位  | [ 43 ] |
| DRAMA ANIME OF THE YEAR                 | 灰と幻想のグリムガル | 8位  | [ 43 ] |
| FANTASY OR MAGICAL ANIME OF THE YEAR    | 灰と幻想のグリムガル | 4位  | [ 43 ] |

### 各話リスト
| 話数        | サブタイトル                                              | 絵コンテ                            | 演出                             | 作画監督 | 総作画監督                 |
| ----------- | --------------------------------------------------------- | ----------------------------------- | -------------------------------- | --- | -------------------------- |
| épisode.1   | ささやき、詠唱、祈り、目覚めよ                            | 中村亮介                            | 中村亮介                         | 細居美恵子 | -                          |
| épisode.2   | 見習い義勇兵の長い一日                                    | 清水健一                            | 柴山智隆 中村亮介                | 須藤智子 | 細居美恵子                 |
| épisode.2.5 | 風呂の壁にかけた青春 ――one more センチメートル            | 清水健一                            | 井端義秀                         | 加藤万由子、橋本航平 | 仁井学                     |
| épisode.3   | ゴブリン袋には 俺たちの夢がつまっているか                 | 清水健一                            | 飛田剛                           | 高田晃 | 細居美恵子                 |
| épisode.4   | 灰の舞う空へ                                              | 中村亮介                            | 中村亮介 柴山智隆 ヤマトナオミチ | 桜井邦彦、松原栄介、橘由美子 関みなみ、田中裕介 | 細居美恵子                 |
| épisode.5   | 泣くのは弱いからじゃない。 耐えられるのは強いからじゃない | 尾崎隆晴                            | 尾崎隆晴                         | 清水勝祐、松原栄介 | 細居美恵子 栗原優          |
| épisode.6   | 彼女の場合                                                | 川村賢一                            | 山内東生雄                       | 岡辰也、木下ゆうき、臼田美夫 鳥宏明、眞鍋周一郎、清水勝祐 松原栄介、蘇武裕子 | 細居美恵子 桜井邦彦 高田晃 |
| épisode.7   | ゴブリンスレイヤーと呼ばれて                              | 柴山智隆                            | 西村博昭                         | 近藤圭一、関みなみ | 高田晃                     |
| épisode.8   | 君との思い出に                                            | 工藤進                              | 工藤進                           | 蘇武裕子、近藤圭一、水谷雄一郎 中谷亜沙美、橘由美子、清水勝祐 竹本未希、松原栄介、栗原優 服部憲次、加藤万由子、長谷川亨雄                                                                      | 細居美恵子 桜井邦彦        |
| épisode.9   | 休暇の過ごし方                                            | 江崎慎平                            | 川久保圭史                       | 上野卓志、松原栄介、水谷雄一郎 杉薗朗子、橘由美子、関みなみ 長谷川亨雄、服部憲次、蘇武裕子 | 細居美恵子 桜井邦彦 高田晃 |
| épisode.10  | リーダーの器じゃないけれど                                | ヤマトナオミチ 工藤進 仁賀緑朗      | 岩月甚 三上喜子                  | 近藤圭一、清水勝祐、松原栄介 杉薗朗子、長谷川亨雄、蘇武裕子 清水博幸、竹本未希 | 細居美恵子 桜井邦彦 高田晃 |
| épisode.11  | 生と死の間で                                              | 工堂紘軌 玄馬宣彦 柴山智隆 江崎慎平 | 柴山智隆 飛田剛 こさや           | 桜井邦彦、竹本未希、松原栄介 清水勝祐、三井麻未、古橋聡 池田広明、服部憲知、西谷駿 近藤圭一、ヤタネコ、大塚渓花 吉田優子、長谷川亨雄、大塚真史 手塚江美、関みなみ、村上竜之介 千葉充、安留雅弥 | 細居美恵子 大塚八愛 高田晃 |
| épisode.12  | また、明日――                                              | 中村亮介                            | 原英和 下司泰弘 中村亮介         | 関本美穂、桜井邦彦、蘇武裕子 清水陽一、清水勝祐、橘由美子 近藤圭一、小澤円、松原栄介 松下純子、清水博幸、関みなみ 前田義宏、三浦龍、長谷川亨雄                                                 | 細居美恵子 高田晃          |

### 放送局
| 放送期間                | 放送時間                     | 放送局   | 対象地域   | 備考                                     |
| ----------------------- | ---------------------------- | -------- | ---------- | ---------------------------------------- |
| 2016年1月11日 - 3月28日 | 月曜 0:30 - 1:00（日曜深夜） | TOKYO MX | 東京都     |                                          |
|                         |                              | AT-X     | 日本全域   | 製作参加 / リピート放送あり              |
| 2016年1月13日 - 3月31日 | 木曜 2:44 - 3:14（水曜深夜） | 朝日放送 | 近畿広域圏 | 製作参加 / 『水曜アニメ〈水もん〉』第2部 |
| 2016年1月15日 - 4月1日  | 金曜 23:30 - 土曜 0:00       | BS11     | 日本全域   | 『ANIME+』枠                             |

| 配信期間               | 配信時間           | 配信サイト         |
| ---------------------- | ------------------ | ------------------ |
| 2016年1月16日 - 4月2日 | 土曜 12:00 更新    | バンダイチャンネル |
|                        | 土曜 23:00 更新    | GYAO!              |
|                        | 土曜 23:00 - 23:30 | ニコニコ生放送     |
|                        | 土曜 23:30 更新    | ニコニコチャンネル |

### BD / DVD
| 巻 | 発売日        | 収録話                   | 規格品番   | 規格品番   |
| 巻 | 発売日        | 収録話                   | BD         | DVD        |
| -- | ------------- | ------------------------ | ---------- | ---------- |
| 1  | 2016年3月16日 | 第1話 - 第2話 OVA第2.5話 | TBR-26071D | TDV-26077D |
| 2  | 2016年4月20日 | 第3話 - 第4話            | TBR-26072D | TDV-26078D |
| 3  | 2016年5月18日 | 第5話 - 第6話            | TBR-26073D | TDV-26079D |
| 4  | 2016年6月15日 | 第7話 - 第8話            | TBR-26074D | TDV-26080D |
| 5  | 2016年7月13日 | 第9話 - 第10話           | TBR-26075D | TDV-26081D |
| 6  | 2016年8月17日 | 第11話 - 第12話          | TBR-26076D | TDV-26082D |

### Webラジオ
『灰と幻想のグリムガル 何もないラジオ』のタイトルで2015年12月4日から2016年4月1日まで音泉にて配信されていた。初回はプレ配信で、12月25日以降は毎週金曜に更新。パーソナリティは小松未可子（ユメ役）と照井春佳（シホル役）。
コーナー
私たちは・・・なぜここに！？
コーナー中、自分の名前以外の記憶を失っている設定のパーソナリティが、リスナーから送られてきた助言をもとに過去を思い出していくコーナー。
聞いたことある・・・気がする・・・
聞き覚えがあるがそれが何なのか思い出せないようなワードをリスナーから募集し、パーソナリティがそれを思い出して答えていくコーナー。

ゲスト
- 第9回 - 安済知佳（メリイ役）

| Vol.                                                                          | 発売日                                                                        | 新規録り下ろし特別版ゲスト                                                    | 過去配信回                                                                    | 商品番号                                                                      |
| ラジオCD「灰と幻想のグリムガル 何もないラジオ」お試しワンコインラジオCD特別版 | ラジオCD「灰と幻想のグリムガル 何もないラジオ」お試しワンコインラジオCD特別版 | ラジオCD「灰と幻想のグリムガル 何もないラジオ」お試しワンコインラジオCD特別版 | ラジオCD「灰と幻想のグリムガル 何もないラジオ」お試しワンコインラジオCD特別版 | ラジオCD「灰と幻想のグリムガル 何もないラジオ」お試しワンコインラジオCD特別版 |
| ----------------------------------------------------------------------------- | ----------------------------------------------------------------------------- | ----------------------------------------------------------------------------- | ----------------------------------------------------------------------------- | ----------------------------------------------------------------------------- |
| -                                                                             | 2015年12月29日                                                                | -                                                                             | -                                                                             | -                                                                             |
| ラジオCD「灰と幻想のグリムガル 何もないラジオ」                               |                                                                               |                                                                               |                                                                               |                                                                               |
| 1                                                                             | 2016年3月30日                                                                 | 安済知佳                                                                      | プレ配信 - 第6回                                                              | TBZR-0623/0624                                                                |
| 2                                                                             | 2016年5月25日                                                                 | -                                                                             | 第7回 - 第13回                                                                | TBZR-0662/0663                                                                |

### スピンオフ4コマ
『旅ゴブ -灰と幻想のグリムガル異聞-』は、アニメ公式サイトで2016年1月10日より毎週放送後に配信のゴブリンが主人公の4コマ漫画。原案は十文字青、漫画は奥橋睦。

### ソーシャルゲーム
『灰と幻想のグリムガル -New Order‐』は、GREEで2016年3月7日より配信のスマートフォン・フィーチャーフォン用のソーシャルゲーム。